# 稻荷森古墳
稻荷森古墳（日语：／ Inarimorikofun）是位於日本山形縣南陽市長岡字稻荷森的一座前方後圓墳，為日本國史跡，乃山形縣最大，東北地方第6大規模的古墳，推測建於古墳時代前期（約4世紀末）。

## 概要
古墳建於山形縣南部，米澤盆地北緣吉野川右岸的長岡丘陵上，大型古墳來說是位處於日本海側內陸部分最北的古墳。另外，古墳亦數次進行過調查。
古墳是前方後圓墳，前方部分朝向西南偏南，墳丘的後圓部分由3層組成，前方部分則是一層，保存良好，墳丘長約96米，為山形縣最大，東北地方則是第6大規模，其表面葺石和埴輪，內部則出土了土師器。雖然未見有周濠，但是墳丘周圍一定範圍內存在土堆帶。主體部的墓室不明，有說法認為古墳沒有石室，直接以木棺下葬。
由墳形和土師器為基礎推測建於古墳時代前期（約4世紀末）。在這以前，古墳建於米澤市、川西町和南陽市一帶，例如天神森古墳和寶領塚古墳等，稻荷森古墳的出現將這些地方統合起來，因此推測古墳曾經存在由置賜地方首長興建的象徵式紀念碑。然而古墳並非其後首長的墓，原因可能是置賜地方中心轉移至米澤市。另外，有些意見認為古墳與宮城縣名取市的大塚山古墳、同縣色麻町的念南寺古墳和福島縣浪江町的堂之森古墳等墳形相似，也有說法提到古墳的入葬者與東北地方最大的規模，位於宮城縣名取市的雷神山古墳的入葬者為同盟關係。
1980年，古墳域獲指定為日本國史跡。其後，在基本維持墳丘狀態下進行了史跡整理。
1938年，開始有學者提出此處為古墳。1961年，山形大學進行了試掘坑調查，發現了平安時代的須惠器，未能確認為古墳。1977年，山形縣史編纂室和稻荷森古墳調查團進行了測量調查，發現其為前方後圓墳。1978年至1979年，山形縣立博物館進行了考古調查，得悉了墳丘結構和建造方法。1980年5月24日，古墳獲指定為日本國史跡。1985年，南陽市教育委員會製成了古墳的精密測量圖，並且在四年後進行了史跡整理。

## 規模
古墳規模如下。
- 墳丘長：約96米
- 後圓部分，3層
  - 直徑：約62米
  - 高：約9.6米
- 前方部分，1層。
  - 長：約34米
  - 前端闊：約30米
  - 高：約5米

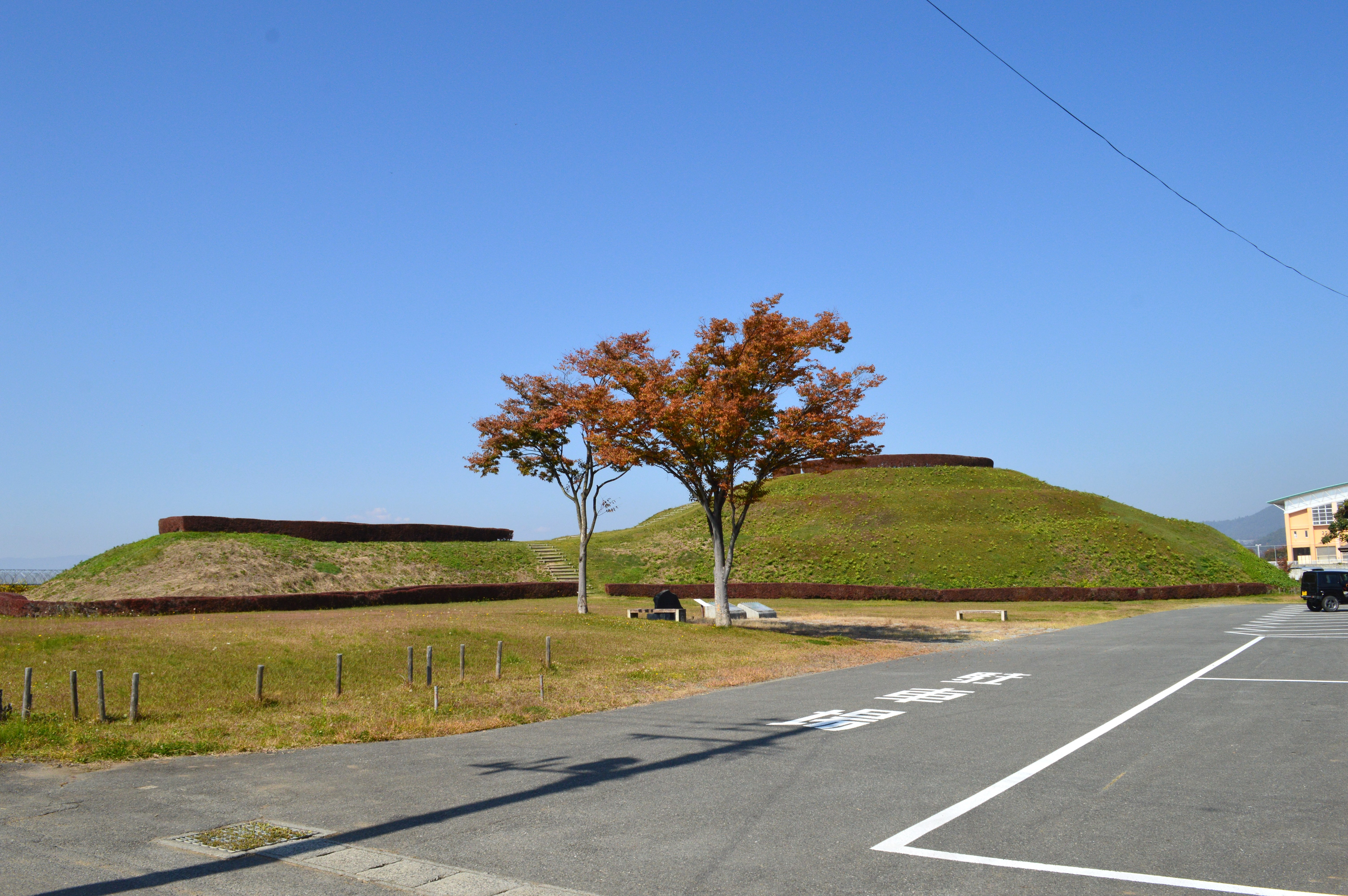
左邊是前方部分，右邊是後圓部分

與後圓部分的墳丘相比，前方部分是較低且短的「銚子式」，前方部分朝向米澤盆地中央方向，而後圓部分的3層中，底層相對高很多，仿如就地而建，第二層和第三層則以夯土的方式建成。
墳形方面，由於前方部分呈不規則狀，因此有些說法認為前方部分有一半是刻意沒有建成的「前方部半截型」，這是源於建於同時期東北地方最大規模的雷神山古墳的入葬者對古墳作出的規制。然而，另外有些說法並不認同這種半截型的說，因此亦有待驗證。

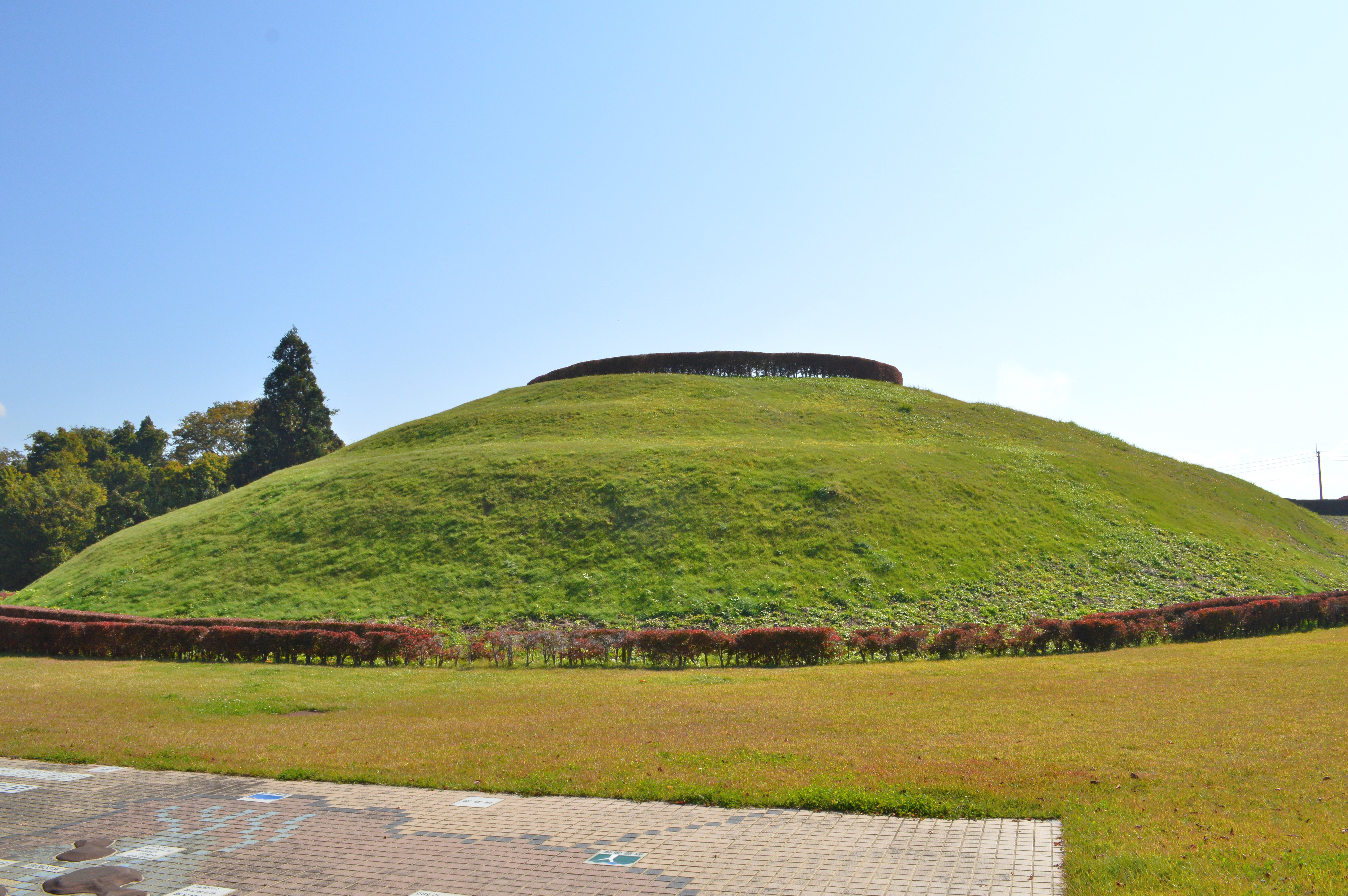
後圓部分 與第二和第三層相比，底層較高
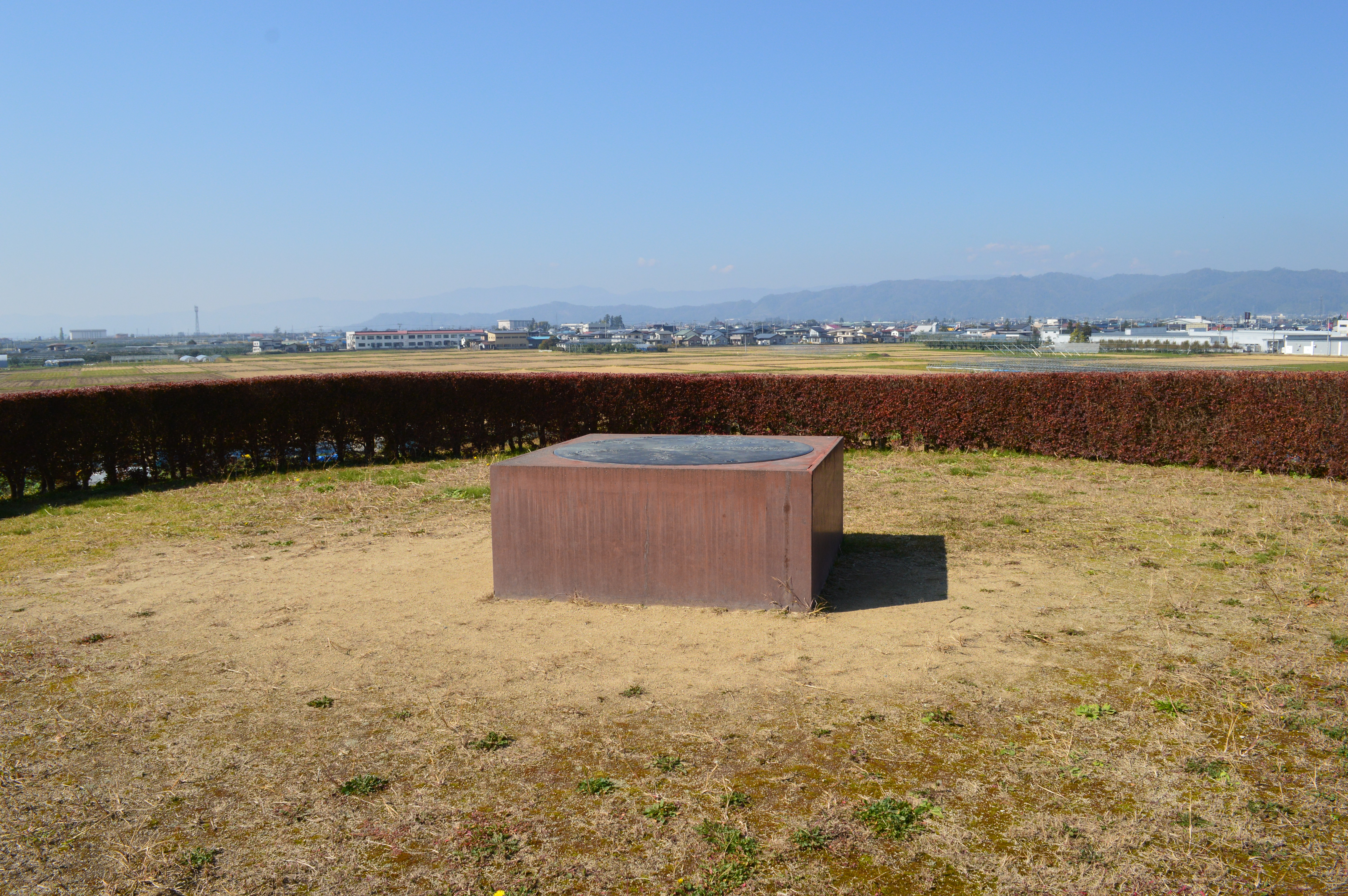
後円部墳頂 中央部分是方位盤
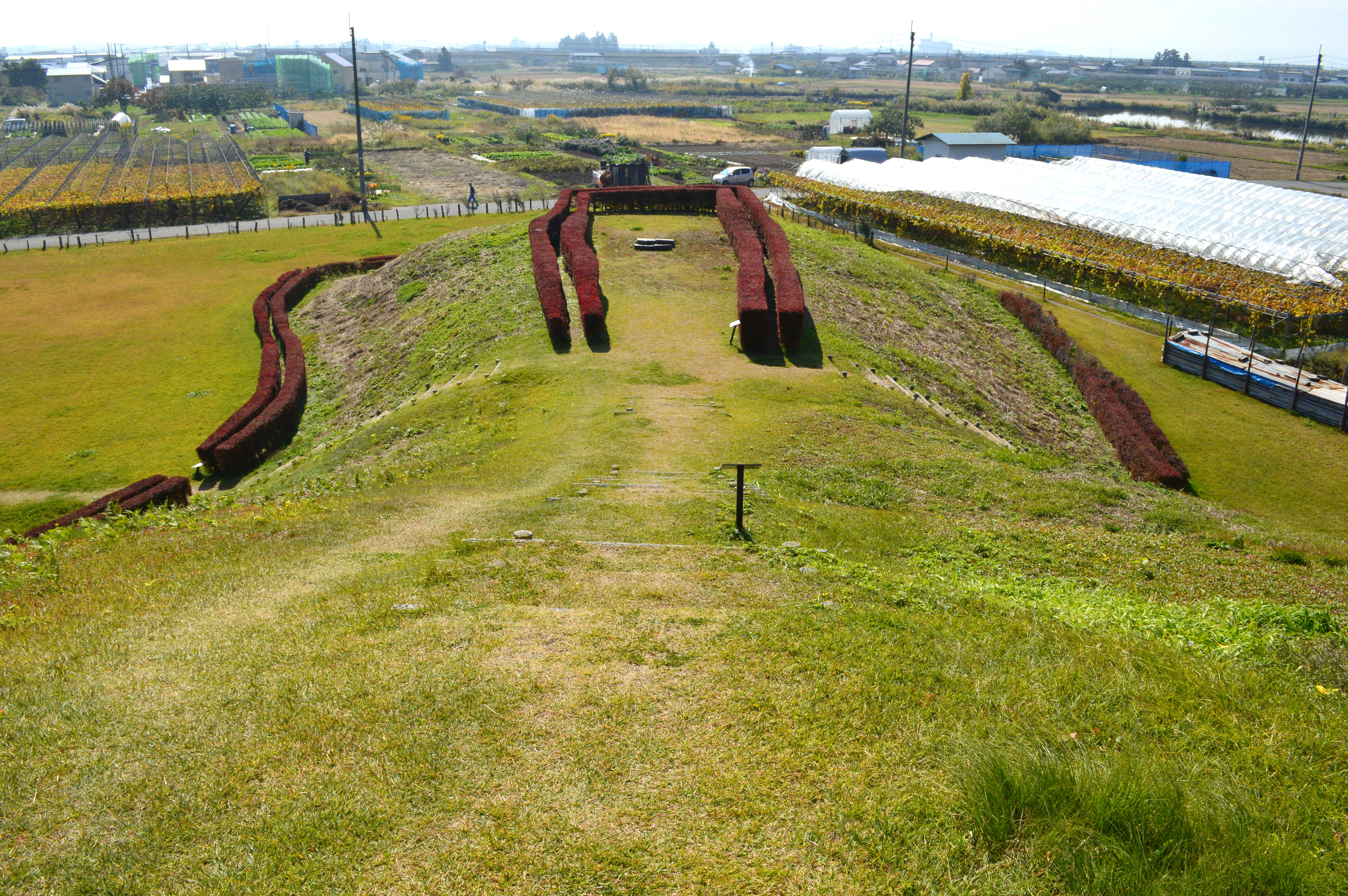
從後圓部分望向前方部分

## 出土文物
考古調査中主要的出土文物。
- 高環形土師器
古墳建造以前，其後圓部分底下的豎穴式住居（日语：竪穴式住居）遺跡的土器[1]，這種鹽釜型古式土師器是4世紀前半至中期的產物，古墳則是在其之後才建成[1]。
- 底部穿孔土師器壺形土器
從地山削出部分發現的土器，為古墳建造當時的產物，但是並非置賜地方普遍可見的土器形式，應為外來傳入的物品，無法反映古墳的建造時期[1]。

古墳域在平安時代至中世紀時曾經當為墓地使用，出土了相關的墓壙和石塔碎片。

## 文物

### 日本國史跡
- 稲荷森古墳，1980年5月24日指定[3]。

## 外部連結
- - 國指定文化財等數據庫（日語）
- 稲荷森古墳 （页面存档备份，存于）
- 稲荷森古墳